# 痴鳳狂龍
《痴鳳狂龍》是一齣著名的粵劇作品，是粤劇演員麥炳榮的經典名作。現時以阮兆輝及尹飛燕演出的版本較為知名。

## 故事大綱
故事講述郭家九代單傳的郭文龍與藥店千金賈如鳳相戀，還私訂終身，不料二人居然是親兄妹。郭文龍的二叔為了阻止這場胡鬧的醜事，就強逼郭文龍與郡主成親，誰知賈如鳳及父親卻老遠走到京師來。兩家人及郡主一家就在拜堂之日理論一番，為求要事件的來龍去脈搞個一清二楚……。

## 外部連結
- 香港特區政府新聞公報：黃金劇團公演多齣粵劇 （页面存档备份，存于）
- 阮兆輝鐳射影碟：痴鳳狂龍